# 飯田圭織
飯田圭織（1981年8月8日—），日本女子偶像團體早安少女組的前成員，曾擔任過隊長(第二任)。和安倍夏美在北海道室蘭市的同一間醫院出生，但她其後隨家人遷居札幌市。於2005年1月30日自早安少女組畢業，成為個人歌手，血型是A型。
在2007年的7月正式發表懷孕10週，對象是淳君組成之搖滾團體"7HOUSE"的成員"KENJI"。

## 發行作品

### 單曲
2004/02/04  EPCE-2021

2004/07/28  EPCE-2025

### 專輯
2003/04/23  EPCE-2015

2003/10/22  EPCE-2019

2004/12/29  EPCE-2030

2005/12/21  EPCE-2031

2016/07/20
「ONDAS」 TECE-3378

### DVD(映像)
2004/02/04 相田翔子・飯田圭織 「 相田翔子＆飯田圭織DVD」 EPBE-2001

### 書籍
2001/11 「心的素描本」日本 ISBN 4-7648-1958-9　台灣 ISBN 978-957-803-405-1

## 網站連結
- Hello! Project官方網站(日語) （页面存档备份，存于）
- Iida Kaori Profile & Photos Gallery(英語)